# Burnie
Burnie, (pronunciado / "Barny" /) es una ciudad situada en la isla de Tasmania, Australia, y que cuenta con cerca de 20.000 habitantes, lo que la convierte en la cuarta ciudad más poblada de Tasmania. Está en la costa norte de la isla, cerca de Launceston. Además, es Área de Gobierno Local.
Su economía se basa en la pesca aunque ha muchas fábricas en los alrededores de Burnie. Su puerto es uno de los más importantes de la isla. La agricultura está presente a las afueras de la localidad, y muchos de sus productos se exportan a  Australia. Antes de la fundación de la ciudad en 1900, el lugar se conocía por tener una mina, por lo que Burnie se convirtió en una ciudad minera. Su puerto fue utilizado para transportar oro hacía la isla de Australia, hasta que se cerró en 2010. 
Para acceder a Burnie se puede llegar en barco, con un trayecto desde Melburne o de Adelaida; o bien en avión, ya que el Aeropuerto de Burnie es uno de los más importantes de Australia. Otro transporte rentable es el autobús, donde hay muchos itinerarios que conectan a la ciudad con la isla. La amplia red de metro de Tasmania también permite ir de Burnie a Hobart en pocas horas.
Burnie es la sede del Burnie United FC, que juega en la liga de la isla de Tasmania. El equipo de Rugby de la ciudad es el que representa a Tasmania en la Liga Nacional de Rugby de Australia. El equipo de fútbol australiano  Burnie Dockers Football Club, juega en la máxima categoría de Tasmania, además de ser uno de los mejores club de la isla.